# Sabine Klenz
Sabine Klenz, geborene Sabine Herbst, heute Sabine Krauß (* 27. Juni 1974 in Leipzig), ist eine ehemalige deutsche Schwimmerin.

## Werdegang
Klenz trainierte ab 1985 an der Kinder- und Jugendsportschule DHfK in Leipzig, teilweise zusammen mit Kristin Otto und Silke Hörner. Mit ihrem Ex-Ehemann Karl-Heinz Klenz, der zum erweiterten Kreis der Schwimmnationalmannschaft der Herren gehörte, hat sie einen Sohn namens Ramon Klenz, der auch erfolgreicher Schwimmer ist. Sie wurde zu ihrer aktiven Zeit auch von ihrer Mutter Eva Herbst trainiert. Ihr vier Jahre jüngerer Bruder Stefan Herbst gehörte zur deutschen Männerfreistilstaffel über 4 × 100 m.

## Sportliche Erfolge

### Olympische Spiele
Sabine Klenz nahm an den Olympischen Spielen 1996 in Atlanta und an den Olympischen Spielen 2000 in Sydney teil. In Atlanta war sie über 200 m Schmetterling, 200 m Lagen und 400 m Lagen am Start. In Sydney schwamm sie die 200 m Lagen und 400 m Lagen. Ihr größter Erfolg war der vierte Platz über 400 m Lagen in Atlanta.

### Deutsche Meisterschaften
Die für den SSV Leutzsch startende Sabine Klenz wurde Deutsche Meisterin in folgenden Disziplinen:
- Deutsche Meisterschaften 1991 200 m Schmetterling
- Deutsche Meisterschaften 1994 400 m Lagen
- Deutsche Meisterschaften 1996 400 m Lagen
- Deutsche Meisterschaften 1997 400 m Lagen